# Spoorlijn Dortmund-Rahm - aansluiting Buschstraße
De spoorlijn Dortmund-Rahm - aansluiting Buschstraße was een Duitse spoorlijn en was als spoorlijn 2137 onder beheer van DB Netze.

## Geschiedenis
Het traject werd door de Deutsche Reichsbahn geopend op 15 juni 1942. Op 29 september 1969 is de lijn gesloten en vervolgens opgebroken.

## Aansluitingen
In de volgende plaatsen is of was er een aansluiting op de volgende spoorlijnen:
Dortmund-Rahm
DB 2210, spoorlijn tussen Herne en Dortmund
DB 2134, spoorlijn tussen Dortmund-Rahm en Dortmund Güterbahnhof
aansluiting Buschstraße
DB 2123, spoorlijn tussen aansluiting Buschstraße en aansluiting Deusen
DB 2136, spoorlijn tussen Dortmund Süd en Dortmund-Bodelschwing